# 4 de gener
El 4 de gener és el quart dia de l'any del calendari gregorià. Queden 361 dies per finalitzar l'any i 362 en els anys de traspàs.

## Esdeveniments
Països Catalans
- 1485 - Derrota de la tropa de Pere-Anton de Rocacrespa a Montornès del Vallès pels remences a les ordres de Bartomeu Sala.
- 1714 - Sant Martí Sarroca (l'Alt Penedès): els catalans es revolten contra els borbònics al Combat de Sant Martí Sarroca durant la guerra dels catalans.
- 1902 - Barcelona: s'estrena l'òpera Els Pirineus, de Felip Pedrell.
- 1917 - Palma: S'inicia la segona etapa del setmanari La Veu de Mallorca, de contingut cultural i polític, d'influència noucentista.[1]
- 1939 - Artesa de Segre (la Noguera): les tropes franquistes ocupen la vila (guerra d'Espanya).
- 1978 - Figueres (Alt Empordà): Apareix la primera edició del Setmanari de l'Alt Empordà.[2]
- 2007 - La Viquipèdia en català assoleix la xifra de 50.000 articles.

Resta del món
- 1596 - São Tomé i Príncipe: Execució pels portuguesos del rei Amador. Diada nacional a São Tomé i Príncipe.
- 1717 - La Haia (Països Baixos): les Províncies Unides, França i el Regne Unit signen la Triple Aliança per a obligar a Espanya a complir les disposicions del Tractat d'Utrecht.
- 1817 - Arroyo Catalán (Uruguai): l'exèrcit portuguès guanya la batalla del Català durant la invasió Portuguesa d'Uruguai.
- 1821 - Piura (Perú): la ciutat declara la seva independència del poder espanyol.
- 1896 - Utah esdevé el 45è estat nord-americà.
- 1918 - Rússia reconeix la independència de Finlàndia.
- 1940 - Cardiff (País de Gal·les): Brian David Josephson, físic, Premi Nobel de Física de l'any 1973.
- 1948 - Myanmar: s'independitza del Regne Unit.
- 1969 - Espanya retorna Ifni al Marroc.
- 2010 - A Dubai s'inaugura el Burj Khalifa, l'edifici més alt del món.

Astronàutica
- 2004 - cràter Gússev (Mart): la nau Spirit, llançada per la NASA, hi aterra amb èxit.

## Naixements
Països Catalans
- 1866 - Barcelona: Ramon Casas i Carbó, pintor, dibuixant i cartellista (m. 1932).[3]
- 1911 - Sabadell: Adolf Cabané i Pibernat, músic català que compongué l'himne del Centre d'Esports Sabadell (1977 - actualitat) i el del Futbol Club Barcelona (oficial en el període 1957-1974) (m. 1993).
- 1939 - Barcelona: Elisabeth Vergés, pionera en l'escalada i l'alpinisme de Catalunya (m. 2019).[4]
- 1948 - Barcelona: Oriol Solé Sugranyes, activista revolucionari català (m. 1976).
- 1950 - Navarrés, Canal de Navarrés: Joan Baptista Humet, cantautor català (m. 2008).
- 1959 - Morella, els Ports: Ximo Puig, polític valencià, alcalde de Morella (1995-2012) i secretari general del PSPV.
- 1973 - Barcelona: Laia Marull, actriu catalana.

Resta del món
- 1643 - Woolsthorpe, Anglaterra: Isaac Newton, científic i filòsof (m. 1727).
- 1710 - Jesi (actual Itàlia): Giovanni Battista Pergolesi, compositor, violinista i organista (m. 1736).
- 1720 - Dobitschen, prop d'Altenburg (Ducat de Saxònia-Gotha-Altenburg, actual Alemanya): Johann Frederich Agricola mestre de capella i compositor alemany (m. 1774).
- 1759 - Roma: Maria Rosa Coccia, clavicembalista i compositora italiana, Mestra de capella.[5]
- 1785 - Hanau, Hessen: Jacob Grimm, lingüista, lexicògraf i historiador de la mitologia germànica, un dels Germans Grimm (m. 1863).
- 1809 - Coupvray, França: Louis Braille, mestre, creador de l'escriptura per a cecs que duu el seu nom (m. 1852).
- 1812 - Karlovac, Croàcia: Dragojla Jarnević, educadora i escriptora, una de les fundadores de la prosa croata (m. 1875).[6]
- 1872 - Viena, Imperi Austrohongarès: Edmund Rumpler, dissenyador d'automòbils i aeronaus austríac.
- 1899 - Kreuztalː Alma Siedhoff-Buscher, dissenyadora alemanya de la Bauhaus (m.1944).[7]
- 1915 - Múnic: Marie-Louise von Franz, psicòloga i erudita junguiana suïssa.[8]
- 1932 - Osca: Carlos Saura, director de cinema espanyol (m. 2023).
- 1934 - Košice: Rudolf Schuster, president d'Eslovàquia.
- 1937 - Saint Louis, Missouri, Estats Units: Grace Bumbry, mezzosoprano i soprano estatunidenca.[9]
- 1940:
  - - Ganzhou, Jiangxi (Xina): Gao Xingjian, escriptor, pintor i dramaturg, Premi Nobel de Literatura de l'any 2000.
  - - Cardiff (País de Gal·les): Brian David Josephson, físic gal·lès, Premi Nobel de Física de l'any 1973.
- 1945 - Berne, Indiana, EUA: Richard Royce Schrock, químic nord-americà, Premi Nobel de Química de l'any 2005.
- 1946 - Łódź, Polònia: Lisa Appignanesi, escriptora, presidenta del PEN anglès, figura influent del món cultural britànic.[10]
- 1960 - Decatur, Geòrgia, EUA: Michael Stipe, cantautor estatunidenc, conegut sobretot per ser el cantant solista del grup de rock alternatiu R.E.M.
- 1963 - Fosnavåg, Noruega: May-Britt Moser, neurocientífica i psicòloga noruega, Premi Nobel de Medicina 2014.[11]
- 1965 - Epsom, Anglaterra: Julia Ormond, actriu.
- 1975 - Dresden, República Democràtica Alemanya: Sandra Kiriasis, corredora de bobsleigh, guanyadora de dues medalles olímpiques.
- 1976 - Santiago de Xile: Érika Olivera, atleta xilena especialista en marató, una de les principals atletes en la història de Xile.[12]
- 1980 - 
  - Lizarra: Andrea Barnó San Martí, jugadora d'handbol navarresa, guanyadora d'una medalla olímpica.
  - Saragossa: Alexandra Jiménez, actriu aragonesa.
  - Reykjavik: Ólöf Arnalds, compositora, cantant i música islandesa.

## Necrològiques
Països Catalans
- 1554 - València: Mencía de Mendoza, noble i política castellana, deixebla de Lluís Vives, virreina de València, mecenes i col·leccionista d'art (n. 1508).[13]
- 1681 - Solsona: Lluís de Ponts i d'Esquerrer, benedictí, bisbe de Solsona i abat del monestir d'Arles.
- 1833 - Barcelona: Agustí Torres, catedràtic de lletres humanes a la Universitat de Cervera.
- 1972 - València: Manuel González Martí, dibuixant, historiador i erudit valencià, fundador del Museu de Ceràmica de València. (n. 1877).
- 1979 - Barcelona: Rafael Durancamps i Folguera, pintor català.
- 1992 - Barcelona: Maria Teresa Bonilla i Elias, veterinària catalana, la primera dona a exercir la veterinària al Principat (n. 1918).[14]
- 2005 - Barcelona: Andreu Claret i Casadessús, polític català.
- 2007 - Barcelona: Carles Fontserè, dibuixant i cartellista, especialment de l'època republicana.
- 2010 - Reus, Baix Camp: Pere Anguera i Nolla, escriptor i historiador català (n. 1953).
- 2016 - Madrid: Aurora Pons, destacada ballarina catalana, que fou primera ballarina del Teatre del Liceu (n. 1936).[15]
- 2018 - Cornellana, nucli del municipi de la Vansa i Fórnols, Alt Urgell: Càndida Majoral i Majoral, trementinaire (n. 1917).[16]
- 2022 - Barcelona: Joan Vinyals, guitarrista, compositor i productor musical català (n. 1958).[17]

Resta del món
- 1845 - París, França: Louis Léopold Boilly, pintor francès.
- 1920 - Madrid, Espanya: Benito Pérez Galdós, escriptor espanyol (n. 1843).
- 1941 - París: Henri Louis Bergson, escriptor, filòsof i professor universitari francès guardonat amb el Premi Nobel de Literatura l'any 1927.
- 1943 - Woodland Hills (Los Angeles): Kate Price, actriu irlandesa de vodevil i cinema mut, també guionista (n. 1872).[18]
- 1965 - Londres, Anglaterra: T. S. Eliot, escriptor, Premi Nobel de Literatura (n. 1888)
- 1960 - Villeblevin, França: Albert Camus, escriptor (n. 1913)
- 1961 - Viena, Àustria: Erwin Schrödinger, físic austríac, Premi Nobel de Física de 1933 (n. 1887).
- 1988, Wisconsin: Ruth Bleier, neurofisiòloga nord-americana, estudiosa dels biaixos de gènere en biologia (n. 1923).[19]
- 1999 - Kisshomaru Ueshiba, aikidoka japonès (n. 1921)
- 2012 - Londres: Eve Arnold, fotoperiodista estatunidenca que va treballar per a l'agència Magnum (n. 1912).[20]
- 2015 - San Pablo (Equador): Sharon la Hechicera―nom artístic d’Edith Rosario Bermeo Cisneros—, cantant, actriu i empresària, coneguda per la seva carrera musical de tecnocumbia.
- 2021 – Los Angeles, Califòrnia, EUA: Tanya Roberts, actriu estatunidenca (n. 1955).
- 2023:
  - Madrid: Nicolás Redondo, sindicalista i polític espanyol (n. 1927).
  - Garmisch-Partenkirchen: Rosi Mittermaier, esquiadora alpina alemanya, que destacà en els Jocs Olímpics d'Hivern de 1976 (n. 1950).

## Festes i commemoracions
- Dia Mundial del Braille
- Onomàstica: sant Ferriol d'Usès, bisbe; Rigobert de Reims, bisbe; Gregori de Langres, bisbe; Faraïlda de Gant, abadessa; Àngela de Foligno, vídua; Elizabeth Ann Seton, fundadora de les Germanes de la Caritat de Sant Josep; Setanta deixebles (a les esglésies ortodoxes); beat Manuel González García, bisbe i fundador.